# Ängsblomfluga
Ängsblomfluga (Chrysogaster coemiteriorum) är en tvåvingeart som först beskrevs av Carl von Linné 1758.  Ängsblomfluga ingår i släktet ängsblomflugor, och familjen blomflugor. Arten är reproducerande i Sverige.

## Bildgalleri

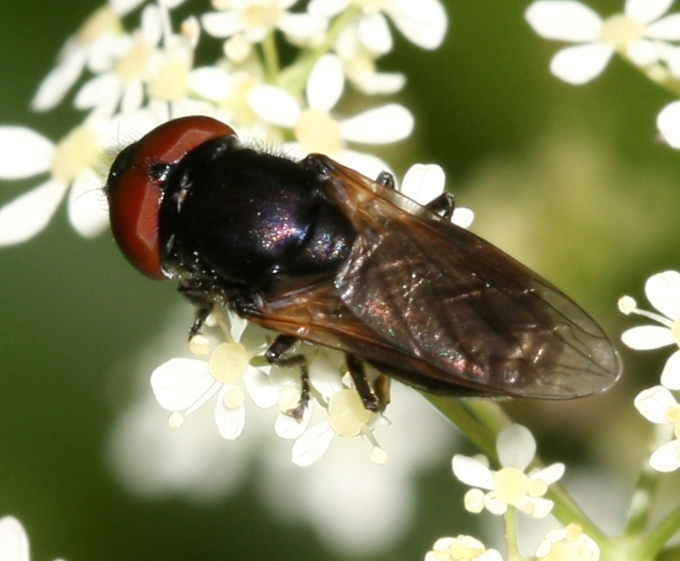
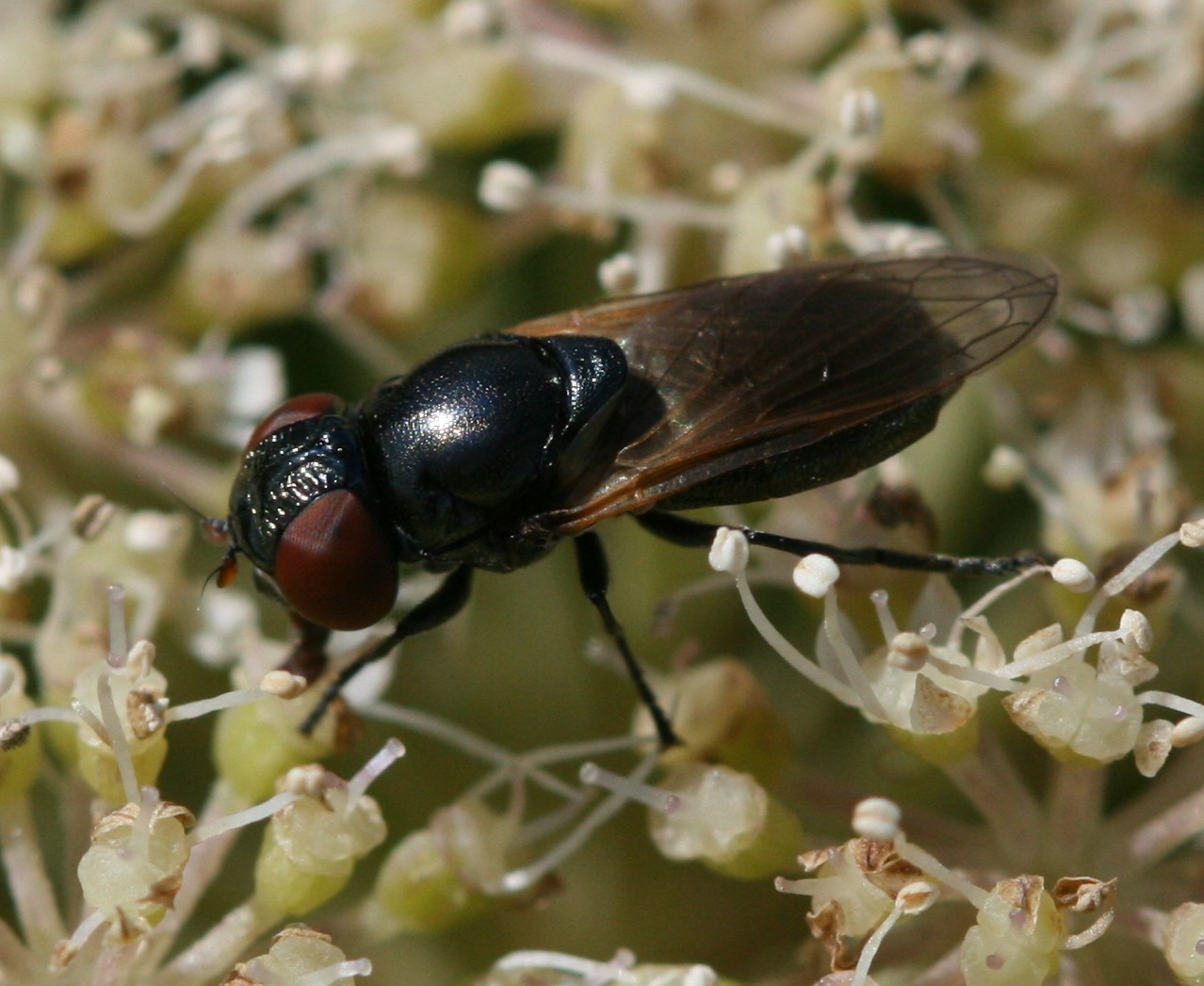